# 辽宁广播电视台体育休闲频道
辽宁广播电视台体育休闲频道是辽宁广播电视台运营的一条电视频道，原为辽宁电视台公共频道、辽宁广播电视台体育频道，开播于2006年。2012年辽宁广播电视台与沈阳广播电视台达成战略合作后，两台体育节目制作团队与辽宁台原公共频道合并，更名为辽宁广播电视台体育频道。与此同时，原沈阳广播电视台公共·社会频道改呼号为辽宁广播电视台公共频道。2013年3月，因应辽宁省主办中华人民共和国第十二届运动会，经中国国家新闻出版广电总局批准，该频道改呼号为全运频道，全运会结束后，恢复了体育频道名称。2024年5月1日0时，频道更名为体育休闲频道。

## 曾经的辽宁体育频道
此外，辽宁广电系统中也有频道曾使用“体育频道”的呼号。原辽宁有线电视台的第二套节目呼号为“影视体育频道”，这一期间除自办节目外，还转播ESPN中文解说赛事。2002年，辽宁有线台和辽宁电视台合并后，频道成为“辽宁电视台影视体育频道”，之后该频道呼号改为“体育健康频道”，2004年更名为“娱乐频道”。
2008年，辽宁、江苏、山东、湖北和新疆五家省级电视台联合组建中国电视体育联播平台，该频道改呼号为“辽宁电视台体育频道”。
2010年，辽宁广播电视台成立，体育频道撤销，辽宁台也退出CSPN联播平台，改为全天播放宜佳购物的电视购物节目。体育节目迁至原公共频道播出，随后于2012年，公共频道再次更名为“辽宁广播电视台体育频道”，而“公共频道”呼号及部分节目被转移至原沈阳广播电视台公共·社会频道，转由沈阳广播电视台实际管理。

## 主要栏目
- 辽望体育
- 天下体育
- 实况录像
- 我爱辽篮（CBA辽宁男篮赛事现场直播）
- 好日子
- 智慧斗士
- 辽宁铁人足球俱乐部赛事直播（在教育·青少频道播出，体育休闲频道负责制播及解说评述）